# Rivoli
Rivoli là một đô thị ở tỉnh Torino trong vùng Piedmont, có vị trí cách khoảng 14 km về phía tây của Torino, nước Ý. Tại thời điểm ngày 31 tháng 12 năm 2004, đô thị này có dân số 50.694 người và diện tích là 29,5 km².
Rivoli giáp các đô thị: Torino, Pianezza, Caselette, Alpignano, Collegno, Rosta, Grugliasco, Villarbasse, Rivalta di Torino, Orbassano.

## Đô thị kết nghĩa
- Kranj, Slovenia;
- Mollet del Vallès, Tây Ban Nha;
- Montélimar, Pháp;
- Ravensburg, Đức.